# Закони против содомията
Законите против содомията са закони, определящи определени полови актове като сексуални престъпления.
Конкретните сексуални актове, визиран с термина содомия, рядко са описани в законовите текстове, но обичайно като такива се определят онези сексуални действия, които не водят до възпроизводство. Това понятие ползва и различни евфемизми. Различни законодателства посочват като такива актове оралния секс, аналния секс и зоофилията; в практиката подобни закони рядко биват прилагани към хетеросексуалните двойки.
Законите против содомията водят началото си още от античността и са свързани с религиозните забрани спрямо определени видове полови контакти. Съвременните привърженици на законите против содомията посочват и извънрелигиозни причини за въвеждането на подобно законодателство.
Различни разновидности на подобно законодателство могат да се намерят по цял свят. Днес извършваните по взаимно съгласие еднополови сексуални актове между възрастни са незаконни в около 70 от 195 страни по света; в 40 от тях е криминализиран единствено сексуалният контакт между мъже. Броят на държавите, криминализиращи хомосексуалността спада от средата на 20 век насам.

## Общи характеристики
Престъпните сексуални действия (преди включващи „престъпни хомосексуални действия“) са няколко вида сексуални актове, определяни като престъпления против половата неприкосновеност на личността. Изразяват се в извършване на полов акт или сексуални действия по отношение на лице от същия или противоположния пол.
В държавите с либерално устройство, особено след сексуалната революция, тези престъпления се стесняват до случаите, в които не е формирано съгласие, или разграничението им от другите полови престъпления напълно отпада, докато например в Иран хомосексуалните действия (но само между мъже) могат да доведат до смъртно наказание. В България Наказателният кодекс (Раздел VIII, Разврат) не разграничава сексуалните престъпления срещу лице от същия или противоположен пол.
Понятието сексуална престъпност включва от гледна точка на криминологията: отвличане на друго лице с цел да бъде предоставено за развратни действия, полово сношение или действия на полово удовлетворение с лице от същия пол чрез сила или заплашване или положение на зависимост или надзор, набиране или принуждаване на непълнолетни лица да извършват полово сношение, блудствени действия, содомия, мастурбация, сексуален садизъм, мазохизъм или похотливо показване на човешки полови органи, както и наблюдаването на такива.
Тези престъпления се характеризират с особен субект – наказателноотговорно лице, което има същия или противоположния пол като жертвата. Той действа с пряк умисъл.
Както показва името им, могат да се извършат само чрез действие. Те са резултатни, но довършен опит не е възможен. Сексуалните престъпления по принцип могат да се кумулират с телесни повреди. Предмет на престъплението може да бъде всяко човешко същество, включително интимен приятел на престъпника.

## Закони против содомията по страни

### България
Според Наказателния закон от 1896 г. за „мъжеложство (педарастия) между лица по-възрастни от 16 години, както и за скотоложство наказанието е тъмничен затвор от 6 месеца“. Едва в Наказателния кодекс (НК) от 1968 г. отпада общият състав за хомосексуалност. През 2006 г. e отменен специалният състав за склоняване към хомосексуални действия.
Текстът по-долу се води по уредбата към 24 юни 2007 г.
Престъпните хомосексуални действия са уредени в глава I „Престъпления против личността“, в раздел VIII „Разврат“, наред с блудството, изнасилването и сводничеството. Като непосредствен обект на тези престъпления се сочи както половият морал, така и правата на личността (полова неприкосновеност, свобода на избор на полово общуване), а по отношение на малолетните – и обществените отношения, осигуряващи правилното развитие на човека в духовен и физически план.
Наказанията варират от две до дванадесет години лишаване от свобода, което определя тези престъпления от общ характер като тежки по смисъла на чл. 93 НК. През 1998 г. (по-широка редакция) са осъдени 37 души .
Изпълнителните деяния задължително включват сексуални действия. В член 157 от НК те са описани като „полово сношение“, когато субектът е от мъжки пол, и като „действия на полово удовлетворение“.
До 2006 година Наказателният кодекс разграничава сексуалните престъпления спрямо лице от същия пол и противоположния, класифицирайки първите като „хомосексуални“. В редакцията на НК от 2006 г. всички сексуални престъпления изключват определение на сексуалната ориентация на извършителя, като нерелевантна за извършеното сексуално престъпление срещу малолетна или непълнолетна жертва.

#### Несвободни
Престъплението по чл. 157, ал. 1 и 2 обхваща няколко състава, като не е изключено едновременното осъществяване на няколко:
- предшестващ акт на физическа принуда
- предшестващ акт на заплашване (vis compulsiva)
- предшестващ акт на привеждане в неспособност за самоотбрана
- при невъзможност за самоотбрана (безсъзнание, опиване, болест, действие на другиго)
- при положение на служебна или материална зависимост или надзор
- когато пострадалият е малолетен и е извършено някое от предходните, наказанието е по-тежко.

#### Без съгласие
Изпълнителните деяния на субсидиарните ал. 3 и 4 са едноактни, но повишената обществена опасност се обуславя от особените качества на жертвата, която не може да формира правнозначима воля: малолетно или (интелектуално) невменяемо лице.

#### Непостигнат оргазъм
Действия с цел да се възбуди полово желание, при които не се достига до съвкупление, макар и по отношение на лице от същия пол, се квалифицират до 2006 година като блудство, когато е употребена принуда, или блудство с малолетен. Когато целта е да бъде постигнат оргазъм или да бъде извършено сношение, педофилът следва бъде подведен под наказателна отговорност за опит към съответния състав.

### Германия
В Германския наказателен кодекс в периода 1 януари 1872 – 11 юни 1994 г. съществува §175, обявявал за наказуем половия контакт между мъже, за което време са осъдени около 140 000 души. През 1935 нацистите засилват наказанията (вж. филма § 175), а през 1969 г. в Западна Германия от текста отпада зоофилията. В ГДР са декриминализирани деянията между пълнолетни и е премахната дискриминацията. Понастоящем уредбата на сексуалните действия с принуда или спрямо лица под „защитената възраст“ не е обособена по пол.

### САЩ и Англия
В САЩ се използва терминът deviant sexual intercourse (преди: содомия за анален коитус), което е престъпление при наличие на принуда. В английската юриспруденция се използва терминът buggery (от „The Buggery Act 1533“, formally "An Acte for the punishment of the vice of Buggerie". Думата „bugger“ произхожда от от френската bougre, от Bulgar, което значи „Bulgarian“, визирайки средновековната българска еретическа секта на Богомилите, която се разпространява в Западна Европа и за която се твърди от католическата църква, че е отдадена на практикуване на содомията. "Buggery" за първи път се появява в Английския 1330, въпреки че „bugger“ в сексуален контекст не е по-рано от 1555 г.)). Оскар Уайлд e осъден за мъжеложство през 1895 година. През 1994 г. и 2000 г. възрастта за съгласие (на малолетни) е понижена постепенно до тази при хетеросексуални (16 г.) Сексуалните актове между възрастни мъже са престъпни, ако присъства непълнолетно лице.

### Русия
След статии на Максим Горки и Николай Криленко, свързващи хомосексуализма с буржоазното разложение, през 1934 г. в Наказателния кодекс на РСФСР е въведен чл. 121 (само за мъже), използван често за политически цели. Отменен през 1993 г., в новия кодекс от 1996 г. са предвидени квалифицирани състави за принудителни хомосексуални действия (мъже, жени и др.)